# پارک چیدوریگافوچی
پارک چیدوریگافوچی (به ژاپنی: 千鳥ヶ淵公園) یکی از پارک‌های توکیو پایتخت ژاپن است. این پارک در نزدیکی معبد یاسوکونی و نیپون بودوکان واقع شده و خود پارک و اطراف آن یکی از زیباترین مکان‌های توکیو جهت دیدن ساکورا در اوایل بهار است. پارک در محوطه‌ای باریک در غرب کاخ امپراتوری توکیو مابین چیدوریگافوچی و سفارت انگلستان در توکیو قرار گرفته‌است. در این پارک ۲۰۰ درخت یاما-زاکورا وجود دارد. در نزدیکی این پارک در خندق کاخ امپراتوری توکیو امکان قایقرانی وجود دارد.

## رسیدن به پارک
- متروی توکیو، خط هانزومون، ایستگاه هانزومون یا ایستگاه ناگاتاچو از هر دو ایستگاه تا پارک در حدود ۵ دقیقه تا پارک پیاده راه است.